# Museum Chasa Jaura

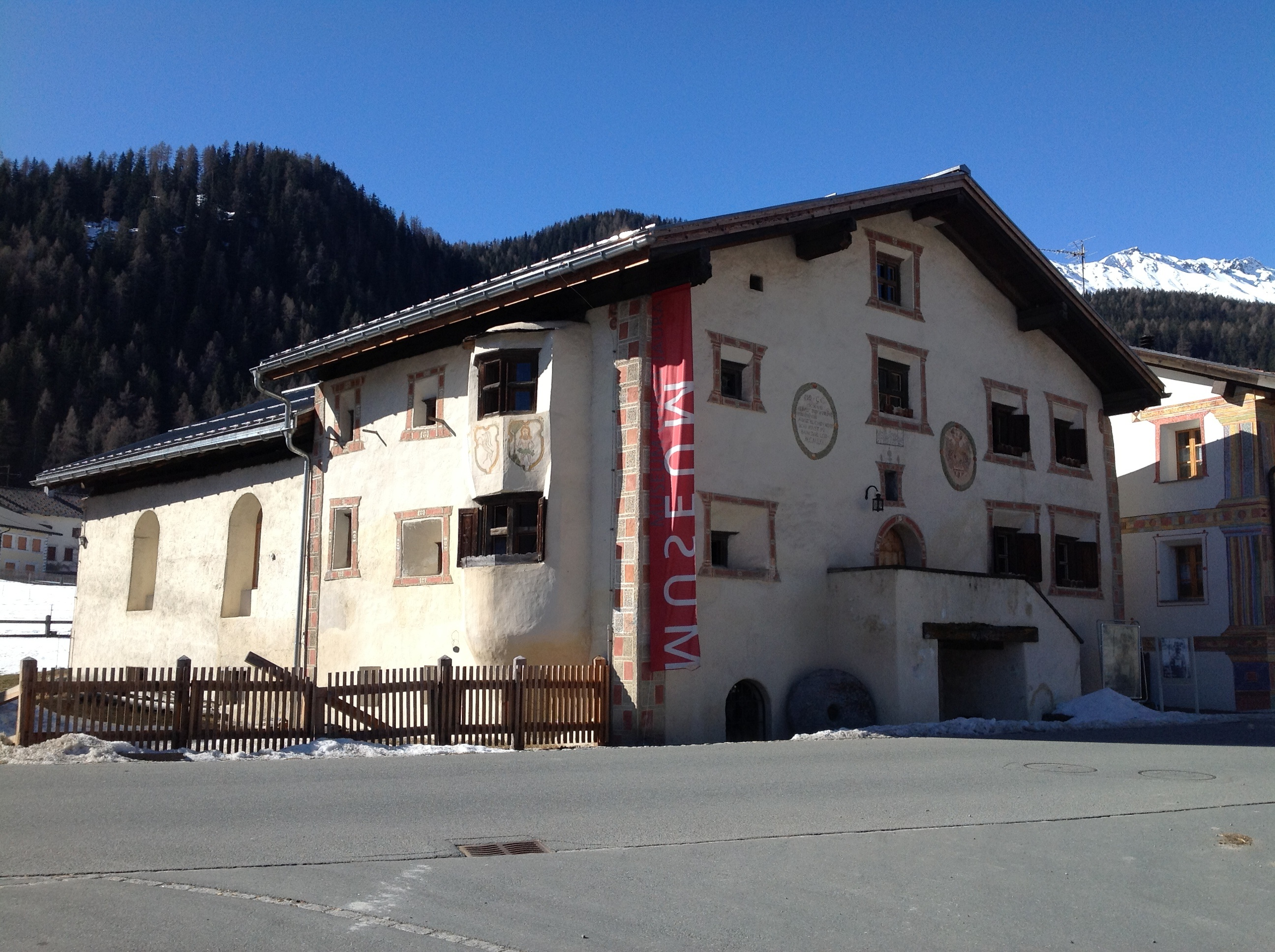
Museum Chasa Jaura

Das Museum Chasa Jaura (dt. Haus der Jauer), auch Talmuseum Münstertal, ist eine 1973 in Valchava (Schweiz) eröffnete Kulturstätte. Sie befindet sich in einem über 300 Jahre alten Engadinerhaus und stellt gleichzeitig ein Heimatmuseum und ein Kunstmuseum dar.

## Geschichte
Das ehemalige Doppelhaus Chasa Jaura wurde im 17. Jahrhundert erbaut.
Daten über der Freitreppe und im Dachstuhl zeugen von einem Umbau in den Jahren 1724 bis 1727. Eine Restaurierung erfolgte von 1970 bis 1973 unter der Leitung von Iachen Ulrich Könz, eine Teilrestaurierung in den Jahren 1999 bis 2001. Zeitweise diente es als Gemeindehaus. Anstelle der früheren Scheune ist heute ein Ausstellungs- und Vortragssaal eingerichtet.

## Beschreibung

### Haus
Der Bau verfügt über einen zweigeschossigen polygonalen Erker mit dreigliedrigen Fenstergruppen. Aufgemalt sind Wappen der Drei Bünde und Wappen der Familie Capol aus der Umbauzeit im 18. Jahrhundert. Die bemalte Putzdekoration stammt aus dem Jahr 1724.

### Museum

#### Dauerausstellung
Die Sammlung illustriert die frühere bäuerliche und handwerkliche Lebensweise der Talbevölkerung. Originale Möbel und Gerätschaften finden sich in Stube, Schlafkammer und Küche sowie in einer Alpkäserei.
Hammerschmiede
Im früheren Viehstall, im Keller des Hauses ist eine original erhaltene Hammerschmiede wiederaufgebaut. Diese war ursprünglich 1884 in Valchava eingerichtet worden. Während dreier Generationen wurde sie von einer Familie Largiadèr betrieben. Nach ihrer Stilllegung Mitte des 20. Jahrhunderts wurde sie in ihre rund 250 Einzelteile zerlegt und mittels Massstabzeichnungen und Fotografien dokumentiert.
Die Schmiede verfügt über ein Tiefschlächtiges Wasserrad, mit Durchmesser von 2,24 Metern. Ihre Holzteile sind allesamt aus Lärche gefertigt. Die Wasserradwelle, zwei Hammerwerke und ein Schleifstein lassen sich hier besichtigen. Der Blasebalg und ein Luftzeugungsfass (Wassertrommelgebläse) für die ebenfalls aufgebaute Esse sind, samt den Schmiedewerkzeugen, zu sehen.
Es ist diese noch die einzige solche Anlage im Kanton und eine von nur 15 in der ganzen Schweiz erhaltenen. Ein durch Adolf Gähwiler erstelltes Modell der Hammerschmiede von Valchava findet sich im Bergbaumuseum Davos.

#### Sonderausstellungen
Es gibt saisonale Wechselausstellungen, die jeweils einzelnen Exponenten der zeitgenössischen bildenden Kunst gewidmet sind. Deren Werke werden zur Hauptsache nicht in separaten Räumen, sondern innerhalb der Sammlung ausgestellt. Dadurch tritt altes Volksgut in Dialog mit den Ausdrucksformen der Gegenwart. Teilweise werden die Objekte eigens für die Ausstellungen konzipiert.

### Bibliothek
Institutionell mit dem Haus verbunden ist die 1984 gegründete Biblioteca Chasa Jaura. Diese Bibliothek der Talschaft umfasst mehrere tausend Bände. Sie befindet sich heute in einem anderen Gebäude, im Gemeindesaal.
Sie beherbergt unter anderem den Nachlass des Romanisten Heinrich Schmid. Auch befinden sich als Nachlass von Giovannes Mathis Manuskripte von einzelnen seiner Werke hier.

## Aktivitäten

### Veranstaltungen
Die beschriebene Schau wird ergänzt durch ein kulturelles Veranstaltungsprogramm. Zu diesem gehören Autorenlesungen (bislang u. a. von Peter Bichsel, Wilhelm Genazino, Lukas Hartmann, Manfred Koch, Brigitte Kronauer, Werner Lutz, Angelika Overath und Herbert Rosendorfer), Vorträge (u. a. von Iso Camartin (2009, 2013)), Filmvorführungen (z. B. Die Frau mit den 5 Elefanten von Vadim Verneryko oder Fredi M. Murers Vitus) sowie Konzerte und Theaterabende.

#### Autorenlesungen (Auswahl)
- Arno Camenisch (2012)
- Judith Giovannelli-Blocher (2012)
- Michael Hampe: Vier Meditationen über das Glück. (2010)
- Jürg Kienberger (2011)
- Hugo Loetscher (2009)
- Donna Leon (2011)
- Erika Pedretti: Fremd genug (2010)
- Dragica Rajcić (2012)

## Leitung und Betrieb
Das Museum Chasa Jaura ist im saisonalen Betrieb, während des Sommerhalbjahres geöffnet. Als Kuratorin wirkte von 1989 bis 2014 Inge Blaschke. Sie erhielt 2002 für ihr Wirken einen Anerkennungspreis des Kantons Graubünden: «In Anerkennung ihrer innovativen Arbeit als Kuratorin und Leiterin des Museums Chasa Jaura, dem sie neue Impulse verleiht und so das kulturelle Leben der Val Müstair und des Kantons Graubünden anregt und bereichert.»

## Ausstellungen (Auswahl)
- 2014: Hans Jörg Glattfelder: glattfelder sehen.[20]
- 2013: Rita Ernst, Konstruktive Weite.[21]
- 2012: Peter Kurzeck, Ein Sommer der bleibt.[22]
- 2011: Jacques Guidon, amo adüna – noch immer.[23]
- 2010: Beat Zoderer, das Ende der Ränder.
- 2009: Jürgen Partenheimer, mimesis – return.[24][25][26]
- 2008: Natascha Borowsky, Plastik.[27]
- 2006: Marta Herzog: Transparente Räume.[28][29]
- 2006: Annelies Štrba
- 2005: Jacques Guidon
- 2004: Yves Netzhammer, Video- und Bildarbeiten[30]
- 2003: Not Vital[31]
- 2002: Emil Brunner: Tausend Blicke. Kinderporträts aus dem Bündner Oberland 1943/1944.[32]
- 2000: Christine Laprell: Malerei, Collage.
- 1998: Fö e flamma: Historische und moderne Heizsysteme.[33]

## Publikationen (Auswahl)
- Sagen aus dem Münstertal. Biblioteca Chasa Jaura, Valchava 1986. (= Band 1 der Schriftenreihe der Biblioteca Chasa Jaura.)
- Hans-Peter Schreich-Stuppan: Münstertaler Orgeln. Biblioteca Chasa Jaura, Valchava 1986. (= Band 2 der Schriftenreihe der Biblioteca Chasa Jaura.)
- Georg Jenny: Das Gemeindehaus wird zum Museum: Museum Val Müstair, Chasa Jaura in Valchava. Biblioteca Chasa Jaura, Valchava 1986. (= Band 3 der Schriftenreihe der Biblioteca Chasa Jaura.)
- Guido Magnaguagno: Willy Reber – von Valbella nach Valchava und Trun. Ausstellung Museum Chasa Jaura Valchava, 6. April bis 6. Mai 2012 / Museum Sursilvan, Trun, 14. April bis 26. Mai 2012. Museum Chasa Jaura, Valchava 2012.
- Iso Camartin: Jacques Guidon – der Künstler von Zernez. Eine Festschrift zum 80. Geburtstag von Jacques Guidon, mit Ansprachen von Romedi Arquint und Andreas Klaeui. Anlässlich der Ausstellung, Museum Chasa Jaura Valchava, 2. Juli bis 13. Oktober. Museum Chasa Jaura, Valchava 2011.[34]
- Iso Camartin: Die Enge, die Weite. Rita Ernst. Zur Ausstellung «Konstruktive Weite.» Mit einem Text von Wita Noack. Museum Chasa Jaura, Valchava 2013. (Deutsch, Rätoromanisch)
- Milana Herendi (Hrsg.): Das Ende der Ränder. Leporello zur Ausstellung von Beat Zoderer, mit einem Text von Gerhard Mack.[35] Museum Chasa Jaura, Valchava 2010.
- Uwe Wieczorek: Das Schlüsselloch im Museum Chasa Jaura Valchava : Jürgen Partenheimer, mimesis – return. Anlässlich der Ausstellung. (Übers. ins Romanische: Lia Rumantscha.) Museum Chasa Jaura, Valchava 2009.[36]
- Inge Blaschke, Anita Gaudenz, Jürg Goll und Matthias Wetter: Collecziun Erich Valär. Sammlungskatalog. Hrsg. von der Chasa Jaura, Cumischiun Valär. Valchava 1990. (Rätoromanische und deutsche Ausgabe.)